# Tapinoma schultzei
Tapinoma schultzei é uma espécie de formiga do gênero Tapinoma.